# Anthon Charmig
Anthon Charmig (Aarhus, 25 maart 1998) is een Deense wielrenner die sinds 2024 voor Astana Qazaqstan uitkomt.

## Overwinningen
2015
Eindklassement Trophée Centre Morbihan
 Deens kampioen tijdrijden junioren
2021
Bergklassement Ronde van Noorwegen
2022
3e etappe Ronde van Oman
Jongerenklassement Ronde van Oman

## Resultaten in voornaamste wedstrijden
| Jaar | Ronde van Italië | Ronde van Frankrijk | Ronde van Spanje |
| ---- | ---------------- | ------------------- | ---------------- |
| 2022 |                  |                     |                  |
| 2023 |                  | 99e                 |                  |
| 2024 |                  |                     |                  |
| 2025 |                  |                     |                  |

| Jaar | Amstel Gold Race | Luik-Bast.‑Luik | Waalse Pijl | Clásica San Sebastián |  | WK op de weg |
| ---- | ---------------- | --------------- | ----------- | --------------------- |  | ------------ |
| 2022 |                  |                 |             |                       |  | 70e          |
| 2023 | opgave           | 97e             | 104e        |                       |  |              |
| 2024 | 48e              | 63e             | 42e         | 32e                   |  |              |
| 2025 |                  |                 |             | 18e                   |  |              |

## Ploegen
- 2020 –  ColoQuick
- 2021 –  Uno-X Dare Development Team
- 2022 –  Uno-X Pro Cycling Team
- 2023 –  Uno-X Pro Cycling Team
- 2024 –  Astana Qazaqstan
- 2025 –  XDS Astana Team

Abrahamsen · Andersen · Blikra · Charmig · Dversnes · Eg · Gregaard · Gudmestad · Halvorsen · Hansen · Hindsgaul · Holter · Hulgaard · A. Johannessen · T. Johannessen · K. Kulset · S. Kulset · Larsen · Levy · Resell · Saugstad · A. Skaarseth · I. Skaarseth · Sleen · Tiller · Træen · Urianstad · Wærenskjold · Wærsted
Abrahamsen · Andersen · Bendixen · Blikra  · Blume Levy · Charmig · Dversnes · Eg · Fredheim · Gregaard · Gudmestad · Halvorsen · Hindsgaul · Holter · A. Johannessen · T. Johannessen · Kristoff · M. Kulset · S. Kulset · Larsen · Norman Leth · Resell · Sander Hansen · Skaarseth · Tiller · Træen · Urianstad · Wærenskjold
Ballerini · Battistella · Bettiol (vanf 15/8) · Bol · Brusenskii · Cavendish · Charmig · Fjodorov · Fortunato · Garofoli · Gazzoli · Giditş · Groezdev · Kanter · Koezmin · López · Loetsenko · Maroechin · Mulubrhan · Mørkøv · Pronskii · Scaroni · Schelling · Selig · Syritsa · Tejada · Tsjzjan · Umba · Velasco · Vinokoerov · Goyo (stagiair) · Smirnov (stagiair) · Trezise (stagiair)